# Terra Nova (Fernsehserie)
Terra Nova ist eine US-amerikanische Science-Fiction-Fernsehserie von Kelly Marcel und Craig Silverstein. Sie wurde von 2010 bis 2011 von 20th Century Fox Television und DreamWorks Television produziert. Als Executive Producer fungierten Steven Spielberg, Brannon Braga und Jon Cassar, während Peter Chernin als Produzent beteiligt war. Für die Musik war Brian Tyler verantwortlich. In den USA startete die Serie am 26. September 2011 auf Fox mit der 90-minütigen Pilotfolge, während die Ausstrahlung in Deutschland am 27. Februar 2012 begann.

## Handlung
Die Serie beginnt im Jahre 2149, als das Überleben der Menschheit auf dem Planeten Erde durch Überbevölkerung, Umweltverschmutzung und die dadurch verursachte Zerstörung der Vegetation bedroht ist. Wissenschaftler entdeckten vor etwa 20 Jahren durch Experimente eine Anomalie, die es den Menschen ermöglicht, in einer angeblich alternativen Zeitlinie 85 Millionen Jahre in die Vergangenheit, ins letzte Drittel der Kreidezeit, zu reisen.
Die Familie Shannon, bestehend aus Vater Jim, Mutter Elisabeth und ihren drei Kindern Josh, Maddy und Zoe, gerät in juristische Schwierigkeiten, denn Zoe ist als drittes Kind illegal. Als dies auffliegt, geht Jim, welcher die Fassung verliert und einen Wachmann attackiert, für mehrere Jahre ins Gefängnis. Zwei Jahre später wird Elisabeth, die in ihrer Position mit mehreren akademischen Graden für eine solche Expedition wertvoll ist, mit ihren zwei legalen Kindern in die Liste der zehnten Umsiedlungswelle nach Terra Nova, der ersten Zivilisation in der Vergangenheit, aufgenommen. In einer gut geplanten Aktion bricht Jim am Tag dieser Abreise aus und schmuggelt sich mit falschen Ausweisen in den Strom der Auswanderer, wo er mit seiner Familie zusammentrifft. Zoe, die nach wie vor illegal ist, wird dabei in einer Tasche mitgeschmuggelt.
Am Ziel angekommen beginnen sie ein neues Leben in einer Umwelt, die das Gegenteil dessen darstellt, was sie bisher kannten: Sonnenlicht, ein freier Himmel, sauerstoffreiche und atembare Luft, „richtiges“ Essen, frei lebende Pflanzen und Tiere usw. Dabei müssen sie sich unter anderem mit fleischfressenden Dinosauriern und den sogenannten „Sixers“, einer Abspaltung der sechsten Umsiedlungswelle der Kolonisten, befassen.
Terra Nova ist eine planmäßig und großzügig angelegte Siedlung, die von einem Ring von Gebäuden umgeben in einem Tal liegt. Innerhalb dieses Rings sind Felder angelegt; nach außen hin ist der Ring von einem stabilen, hohen Zaun umgeben und wird von bewaffneten Posten bewacht, um Eindringlinge abzuhalten. Geleitet wird die Anlage von Commander Nathaniel Taylor.

## Produktion
Alex Graves signalisierte im Mai 2010, dass er bei der Pilotfolge Regie führen würde. Brannon Braga war Showrunner der Serie. Die Dreharbeiten zur Pilotfolge begannen im November 2010 im Südosten von Queensland in Australien und dauerten knapp zwei Monate. Laut Fox stand der Serie ein Budget von 4 Millionen Dollar pro Episode zur Verfügung. Der Präsident von Fox Entertainment Kevin Reilly sagte „Diese Sache wird langsam gewaltig. Es wird eine enorme Verantwortung für die Produktion.“
Am 17. Mai 2010 wurde Terra Nova offiziell als Serie bestellt. Der Start der Serie sollte in der Midseason 2010–2011 stattfinden, wurde später aber auf Herbst 2011 verschoben. Das angekündigte Panel zu Terra Nova auf der San Diego Comic-Con 2010 wurde abgesagt, da noch nicht genug Material vorhanden war. Die Kosten der Pilotfolge wurden anfangs auf über 20 Millionen Dollar geschätzt, später jedoch auf 14 Millionen beziffert. Die weiteren Dreharbeiten begannen am 25. Mai 2011 unter anderem in Brisbane, Gold Coast und dem Gold Coast Hinterland, sowie in den Warner Roadshow Studios in Oxenford. Für die visuellen Effekte war die Frankfurter Firma Pixomondo verantwortlich.
Da die Produktion der Serie sehr aufwendig war, konnten in dem zur Verfügung stehenden Zeitraum nicht die üblichen 22 Episoden produziert werden, sodass die erste Staffel nur aus 13 Episoden besteht. Nachdem die Serie in den Einschaltquoten unter den Erwartungen des Senders Fox geblieben war, wurde im März 2012 die Absetzung der Serie bekannt. Das beteiligte Produktionsstudio suchte noch nach einem anderen Sender. Nach ersten Gesprächen mit Netflix lehnte das Unternehmen am 27. März 2012 die Übernahme und Ausstrahlung in den USA ab.

## Casting
Im Juni 2010 wurde der erste Darsteller bekannt gegeben – Jason O’Mara als Jim Shannon. Ende August stieß Allison Miller zur Besetzung. Im September berichtete Deadline Hollywood, dass Stephen Lang die Rolle des Commander Nathaniel Taylor übernehmen würde. Der Executive Producer David Fury verließ die Serie nach kreativen Differenzen. Im September erhielt Shelley Conn die weibliche Hauptrolle. Im Oktober stieß Mido Hamada zur Besetzung. Die drei Kinder wurden mit Landon Liboiron, Naomi Scott und Alana Mansour besetzt. Anfang November 2010 stieß Christine Adams als Mira zum Ensemble. Im Mai 2011 wurde Rod Hallett zum Hauptdarsteller befördert.

## Besetzung und Synchronisation
Die deutsche Synchronisation entstand unter der Dialogregie von Ralph Beckmann nach einem Dialogbuch von Ralph Beckmann und Martina Marx durch die Synchronfirma Arena Synchron GmbH in Berlin.
| Rollenname                   | Schauspieler/in | Hauptbesetzung | Nebenbesetzung | Synchronsprecher/in  |
| ---------------------------- | --------------- | -------------- | -------------- | -------------------- |
| Jim Shannon                  | Jason O’Mara    | 1–13           |                | Tobias Kluckert      |
| Commander Nathaniel Taylor   | Stephen Lang    | 1–13           |                | Oliver Stritzel      |
| Dr. Elisabeth Shannon        | Shelley Conn    | 1–13           |                | Marie Bierstedt      |
| Josh Shannon                 | Landon Liboiron | 1–13           |                | Wilhelm-Rafael Garth |
| Maddy Shannon                | Naomi Scott     | 1–13           |                | Jill Böttcher        |
| Skye Alexandria Tate         | Allison Miller  | 1–13           |                | Gabrielle Pietermann |
| Zoe Shannon                  | Alana Mansour   | 1–13           |                | Charlie Niesner      |
| Mira                         | Christine Adams | 1–13           |                | Katrin Fröhlich      |
| Dr. Malcolm Wallace          | Rod Hallett     | 3–13           |                | Philipp Moog         |
| Lieutenant Alicia Washington | Simone Kessell  |                | 1–13           | Natascha Geisler     |
| Mark Reynolds                | Dean Geyer      |                | 1–13           | Ozan Ünal            |
| Guzman                       | Mido Hamada     |                | 1–2            | Jaron Löwenberg      |
| Max                          | Eka Darville    |                | 1–4            | Nico Sablik          |
| Tom Boylan                   | Damien Garvey   |                | 4–13           | Jörg Hengstler       |
| Reilly                       | Emelia Burns    |                | 5–13           | Dana Friedrich       |
| Curran                       | Jay Ryan        |                | 6–11           | Robin Kahnmeyer      |
| Lucas Taylor                 | Ashley Zukerman |                | 7–13           | Kim Hasper           |

## Ausstrahlung
Vereinigte Staaten
Die zweistündige Pilotfolge sollte ursprünglich als Zweiteiler am 23. und am 24. Mai 2011 gezeigt werden, doch da die Produktion der in der Serie verwendeten Spezialeffekte mehr Zeit benötigte als geplant war, verschob sich die Premiere auf den Herbst 2011. Die zweistündige Premiere fand am 26. September 2011 statt, bevor sie eine Woche später auf ihren normalen Sendeplatz um 20:00 Uhr wanderte. Das erste Staffelfinale wurde am 19. Dezember 2011 ausgestrahlt. Im Durchschnitt verfolgten 10,08 Millionen Zuschauer die Serie, wodurch sie auf Rang 39 unter allen ausgestrahlten Serien in dieser Season kommt.
Deutschland
In Deutschland sicherte sich die ProSiebenSat.1 Media Mitte 2011 die Rechte an der Serie. Die Ausstrahlung der Serie begann am 27. Februar 2012 beim Sender ProSieben mit einer Doppelfolge. Die letzte ausgestrahlte Folge der Serie konnte im Internet auf der Website des Senders ProSieben eine Woche lang nach der Ausstrahlung angesehen werden. Im Durchschnitt verfolgten 1,44 Millionen (11,7 Prozent) der werberelevanten Zielgruppe und 2,13 Millionen (6,7 Prozent) des Gesamtpublikums die kurzlebige Serie.
International
International wurden die Rechte an der Serie von mehr als 25 Sendern gesichert, unter anderem von dem britischen Pay-TV-Sender Sky1 und dem australischen Sender Network Ten.

## Episodenliste
| Nr. | Deutscher Titel        | Originaltitel  | Erstausstrahlung USA | Deutschsprachige Erstausstrahlung (D) | Regie            | Drehbuch                                                      | Zuschauer (USA) | Quoten (Deutschland) |
| --- | ---------------------- | -------------- | -------------------- | ------------------------------------- | ---------------- | ------------------------------------------------------------- | --------------- | -------------------- |
| 1 | Genesis – Teil 1       | Genesis (1)    | 26. Sep. 2011        | 27. Feb. 2012                         | Alex Graves      | Kelly Marcel & Craig Silverstein & Brannon Braga & David Fury | 9,35 Mio.       | 3,12 Mio.            |
| Im Jahr 2147 darf jede Familie aufgrund der Überbevölkerung nur zwei Kinder haben, doch der Polizist Jim und seine Frau, die Ärztin Elisabeth, haben noch ein drittes Kind. Als dieses von den Beamten der Populationskontrolle entdeckt wird und Jim daraufhin einen von ihnen angreift, wird er zu sechs Jahren Haft verurteilt. Zwei Jahre danach wird seine Frau, welche mit ihren mehreren akademischen Graden für eine solche Expedition wertvoll ist, in die Liste der zehnten Umsiedlungswelle nach Terra Nova aufgenommen. Da sie jedoch nur ihre zwei legalen Kinder, Josh und Maddy, mitnehmen darf, hilft sie Jim aus dem Gefängnis zu entkommen, damit er mit ihrer fünf Jahre alten Tochter Zoe nachkommen kann. Nachdem Jim mit Hilfe eines bestochenen Sicherheitsbeamten die Reise in die Vergangenheit gelingt, ist Commander Nathaniel Taylor nicht sehr begeistert über Jims Ankunft. Er weist ihn der Landwirtschaftsgruppe zu, während Elisabeth sich als Ärztin um die Patienten der Siedlung kümmert. Unterdessen trifft Josh auf eine Gruppe rebellischer Teenager, die zusammen in einem Haus wohnen, darunter ein Mädchen namens Skye, mit der er sich gut versteht. |                        |                |                      |                                       |                  |                                                               |                 |                      |
| 2 | Genesis – Teil 2       | Genesis (2)    | 26. Sep. 2011        | 27. Feb. 2012                         | Alex Graves      | Brannon Braga & David Fury                                    | 9,08 Mio.       | 3,12 Mio.            |
| Skye und ihre Freunde nehmen Josh mit auf eine Erkundungstour in den Dschungel. An einem Wasserfall zeigt Skye ihm einige ungewöhnliche Felszeichnungen und bittet ihn, sie geheim zu halten. Währenddessen wird Elisabeth von einem Sixer attackiert. Die Sixer kamen mit der sechsten Umsiedlungswelle nach Terra Nova, stellten sich aber aus scheinbar unerfindlichen Gründen gegen Terra Nova und gründeten eine rivalisierende Kolonie. Jim rettet Commander Taylor vor einem dieser Sixer, der ihn töten wollte und wird daraufhin ins Sicherheitsteam der Siedlung aufgenommen. Zu seinem ersten Einsatz kommt es kurz daraufhin, da ein paar Sixers und zwei Carnotauren auf die Siedlung zusteuern. Die Wachen können die Dinosaurier abwehren, aber den Sixers gelingt es hineinzukommen. Mira, die Anführerin der Sixer, schlägt Taylor daraufhin einen Handel vor, bei dem sie ihm Meteoreisen geben und dafür einen ihrer gefangen genommenen Männer zurückbekommen. Während der Rückkehr zur Siedlung bemerken die Teenager, dass einige Sixer die Akku-Packs aus ihrem Fahrzeug geklaut haben. Sie werden dann von Schlitzern (eng. Slashers), den fiktiven Acceraptoren, angegriffen und das Sicherheitsteam von Terra Nova startet eine letztlich erfolgreiche Rettungsaktion. |                        |                |                      |                                       |                  |                                                               |                 |                      |
| 3 | Instinkt               | Instinct       | 3. Okt. 2011         | 5. März 2012                          | Jon Cassar       | René Echevarria & Brannon Braga                               | 8,73 Mio.       | 2,87 Mio.            |
| Drei von Commander Taylors Männern wurden auf einer Fahrt mit dem Transporter von einer unbekannten Spezies Flugsaurier angegriffen. Als diese Flugsaurier auch Menschen in Terra Nova angreifen, stellen Elisabeth und Malcolm Wallace, der oberste Wissenschaftsoffizier und Elisabeths ehemaliger Kommilitone, weitere Forschungen an. Als sich herausstellt, dass Terra Nova auf einer ehemaligen Brutstelle der Flugsaurier errichtet wurde und diese nun versuchen, in ihr altes Territorium zurückzukehren, stellen Elisabeth und Malcolm literweise Pheromon der Spezies her. Mithilfe dieser Pheromone locken Jim und Commander Taylor die angreifenden Saurier weg, sodass in Terra Nova wieder Ruhe einkehrt. |                        |                |                      |                                       |                  |                                                               |                 |                      |
| 4 | Orientierungslos       | What Remains   | 10. Okt. 2011        | 12. März 2012                         | Nelson McCormick | Brynn Malone                                                  | 7,00 Mio.       | 2,17 Mio.            |
| Der Funkkontakt zu einem abgelegenen Außenposten ist abgebrochen. Da Commander Taylor annimmt, es handele sich um ein technisches Problem, fährt er mit Elisabeth zu der Station. Jim, der sich erkältet hat, bleibt zunächst zurück. Als Commander Taylor und Elisabeth die Station erreichen, finden sie die Besatzung verwirrt und von Amnesie ergriffen vor. Elisabeth versucht, ein Gegenmittel zu finden, doch sie und Commander Taylor werden bald darauf auch von der Amnesie ergriffen. Als kein Funkkontakt mehr zu den beiden besteht, fahren Malcolm und Jim zur Station, um den beiden zur Hilfe zu kommen. Commander Taylor denkt mittlerweile, er wäre im Somaliakrieg, in dem er Frau und Kind verlor. Elisabeth, die sich nicht mehr an ihre Familie erinnern kann, findet heraus, dass ein Besatzungsmitglied der Station illegale Genexperimente durchführte, um ein Mittel gegen eine spezielle Art der Demenz zu finden, dabei jedoch ein infektiöses Virus freisetzte. Während Malcolm nach und nach auch von dem Virus ergriffen wird, bleibt Jim gesund. Elisabeth schlussfolgert daraufhin, dass seine Erkältung ein Gegenmittel gegen das Virus ist und kann so ein Gegenmittel herstellen, das alle Beteiligten heilt. |                        |                |                      |                                       |                  |                                                               |                 |                      |
| 5 | Leah                   | The Runaway    | 17. Okt. 2011        | 19. März 2012                         | Jon Cassar       | Barbara Marshall                                              | 8,31 Mio.       | 2,50 Mio.            |
| Auf einem Wachturm an der Grenze Terra Novas entdeckt Alicia Washington einen Menschen, den sie für einen Sixer hält. Als sie mit einigen Männern nachsieht, stellt sich heraus, dass es ein kleines Mädchen ist. Bei der Untersuchung in der Praxis stellt Elisabeth nach gutem Zureden fest, dass das Mädchen Leah heißt, nur noch einen Bruder hat und offenbar von den Sixers geflohen ist. Sie offenbart aber auch, dass sie Commander Taylor für einen schlechten Menschen hält. Fürs Erste kommt sie bei den Shannons unter. Nachdem Mira vor den Toren Terra Novas stand, bricht Leah aber an ihrem ersten Schultag in Miras ehemaliges Haus ein und stiehlt einen Behälter aus einem Geheimversteck. Jim jedoch kommt ihr auf die Spur und kann sie aufhalten. Bei einem Verhör im Kommandoraum sagt Leah, dass Mira ihrem Bruder Sam etwas antun würde, wenn sie nicht mit dem Behälter zurück käme. Da Taylor ihr nicht glaubt und sie einsperrt, versucht Jim, Sam zu befreien. Dabei landet er in einer Falle der Sixer und wird in eines ihrer Baumhäuser gebracht. Dabei erzählt ihm Mira, dass Terra Nova nicht nur zur Rettung der Menschheit gebaut wurde. |                        |                |                      |                                       |                  |                                                               |                 |                      |
| 6 | Die Härte des Gesetzes | Bylaw          | 31. Okt. 2011        | 26. März 2012                         | Nelson McCormick | Paul Grellong                                                 | 6,59 Mio.       | 2,34 Mio.            |
| Die Funkverbindung zwischen Terra Nova und der Relaisstation 19a ist ausgefallen. Der junge Soldat Foster wird zu Reparaturarbeiten zu der Relaisstation geschickt. Nachdem Foster ein merkwürdiges Geräusch hört, geht er davon aus, dass ein Mitarbeiter sich mal wieder selber eingesperrt hat. Er bekommt jedoch keine Antwort, woraufhin er die Tür aufschließt, und von einem Raubsaurier umgebracht wird. Für Malcolm steht fest, dass Foster vergessen hat, hinter sich die Tür zu schließen und von einem Nikoraptor angegriffen wurde. Doch Jims Polizeiinstinkt macht auch vor diesem Fall nicht halt, woraufhin er das Gebäude betritt und verdächtige Spuren findet. Jim bittet seine Frau Elizabeth, den toten Soldaten zu untersuchen. Sie findet jedoch Spuren eines anderen Dinosauriers, nun wird sich Jim immer sicherer dass es Mord war. Commander Taylor beauftragt Washington und Jim daraufhin, den Mörder zu suchen. Freunde von Foster weisen sie auf eine Frau hin, von der er sich oft Bilder auf seiner elektronischen Erkennungsmarke angesehen hat. Nach dem Verhör gehen Jim und Washington in das Krankenhaus, und lassen sich die privaten Sachen von Foster geben, doch die Erkennungsmarke ist nicht in der Schachtel enthalten. Washington weist Jim darauf hin, dass die Marke einen Ortungssender eingebaut hat. Taylor beobachtet, dass die Marke sich bewegt, woraufhin sie meinen, dass der Saurier die Marke gefressen hat. Sie machen sich mit Geländewagen und Motorrädern auf die Jagd und Taylor kann den Saurier schließlich erlegen. Washington findet in dem Magen Fosters Erkennungsmarke. Auf der Marke sehen sie eine Frau, die im Casino arbeitet, woraufhin sie die Frau verhören. |                        |                |                      |                                       |                  |                                                               |                 |                      |
| 7 | Finsternis             | Nightfall      | 7. Nov. 2011         | 2. Apr. 2012                          | Jon Cassar       | Terry Matalas & Travis Fickett                                | 7,75 Mio.       | 1,90 Mio.            |
| Ein Meteor ist nach dem Eintritt in die Erdatmosphäre nicht vollständig verglüht. Kurz vor dem Einschlag explodiert er und löst einen elektromagnetischen Puls aus, wodurch die ganze Elektronik in Terra Nova zerstört wird. Somit sind alle Ortungssysteme und die elektronischen Waffen der Sicherheitsabteilung wertlos. Als Mira davon erfährt, treibt sie mit ihren Gefolgsleuten einen Spinosaurus zur Kolonie, um Taylor abzulenken. Um das Raubtier abzuwehren, legen die Kolonisten Feuer rund um die Stadt. Inzwischen dringen Sixer in die Kolonie ein, um die mysteriöse Box zu holen, die in der fünften Folge aufgetaucht ist. Nach einigen Kämpfen gelingt es den Sixern zu entkommen. Spät in der Nacht trifft sich Mira mit Taylors Sohn, Lucas, der im Urwald wohnt und gibt ihm die Box. Als er sie öffnet, erscheint ein Hologramm von Formeln, die so aussehen wie die auf den Felsen bei den Wasserfällen. |                        |                |                      |                                       |                  |                                                               |                 |                      |
| 8 | Vampir                 | Proof          | 14. Nov. 2011        | 16. Apr. 2012                         | Bryan Spicer     | David Graziano & Brynn Malone                                 | 7,02 Mio.       | 1,76 Mio.            |
| Ein bekannter Wissenschaftler aus dem Ursprungsjahr ist in Terra Nova und zufällig ist er auch ein Idol von Maddy. Sie lässt ihn ein Buch unterschreiben. Dann stellt die jedoch fest, dass die Unterschrift auf dem Buch anders ist als die auf einem Brief, den sie vor Jahren geschrieben bekommen hat. Sie beginnt der Sache nachzugehen und kommt dem Schwindel langsam tödlich nahe. Man will sie loswerden. |                        |                |                      |                                       |                  |                                                               |                 |                      |
| 9 | Die Libelle            | Vs.            | 21. Nov. 2011        | 23. Apr. 2012                         | Bryan Spicer     | Jose Molina                                                   | 6,50 Mio.       | 2,02 Mio.            |
| Am Tag des Erntedankfests probt Maddy mit Zoe und den anderen Kindern ein Theaterstück, das am Abend aufgeführt werden soll. In dem Stück geht es um Commander Taylor, der das neue Land „Terra Nova“ betritt. Jim sucht, nach einem Tipp des unter Drogen stehenden Baarkeepers, nach einer Leiche unter dem Pilgerbaum. Bei der Theaterstückprobe schlägt einer der Soldaten eine Libelle, vor der die Kinder Angst haben. Maddy findet einen Chip an dem Bein des Insekts. Die Libelle wird zu Melcome gebracht und er stellt fest, dass der noch nicht gefundene Spion und die Sixer wohl durch diese Libelle kommuniziert haben, indem sie bestimmte Frequenzen ertönen lassen, die nur Insekten hören. Die Libelle ist diesen Tönen gefolgt und hat so die Chips, mit den darauf vorhandenen Informationen, dem Spion und den sixern gebracht. Melcome repariert die Flügel des Insekts und Taylor will nun herausfinden, wer der Spion ist, indem sie einen Ortungschip an der Libelle anbringen und warten, bis der Spion wieder versucht die Libelle zu rufen und sie den Tönen folgt. Jim fragt sich immer noch, wer das nun nur noch Skelett war, und stellt fest, dass der Vorgesetzte von Taylor nur einen Arm hatte, so wie das Skelett. Nun stellt er sich die Frage, ob Taylor ihn umgebracht hat, da nach Aussage des Baarkeepers Taylor in Schwierigkeiten wäre, wenn er das mit der Leiche der Kolonie erzählen würde. Die Libelle führt Taylor Melcome und einen Soldaten zu Jims Haus, woraufhin Taylor Jim festnehmen lässt und ihn allein verhört. Bei dem Verhör erzählt Taylor Jim, wie das mit dem Skelett unter dem Pilgerbaum war: Lukas, Taylors Sohn, hat Taylors Vorgesetzten in die neue Welt geholt, damit der ihn ablöst. Taylor weigert sich und muss seinen Vorgesetzten töten, damit er ihn nicht töten konnte (?). Danach verschwindet Lukas und Taylor hat ihn bis jetzt nicht wieder gesehen. Danach lässt Taylor Jim frei, da er mit ihm nur ein Spiel gespielt hat und Jim nie an etwas Schuld war. Er ist nicht der Spion. Jeder feiert noch fröhlich das Erntedankfest. Noch. |                        |                |                      |                                       |                  |                                                               |                 |                      |
| 10 | Der Spion              | Now You See Me | 28. Nov. 2011        | 30. Apr. 2012                         | Karen Gaviola    | Paul Grellong                                                 | 7,19 Mio.       | 1,50 Mio.            |
| Mira nimmt Taylor gefangen, als er Lucas’ neueste Felszeichnungen begutachtet, aber Taylor überwältigt sie bald. Ihre Situation ändert sich jedoch schnell, als sie von zwei Slashern verfolgt werden. Taylor und Mira tun sich zusammen, um den Räubern zu entkommen. Währenddessen nehmen Jim und Reynolds fast den Spion der Sixer gefangen (der sich als Skye entpuppt), als sie einen Telegrafencode sehen, der von der Kolonie gesendet wurde. Obwohl sie sich der Entdeckung entzieht, grenzen sie die Suche auf 47 Verdächtige ein. Diese Episode enthüllt, dass Skye den Sixern Informationen gibt, weil ihre kranke Mutter (von der man bisher glaubte, sie sei gestorben) von ihnen am Leben gehalten wird. Außerdem wird der Ankylosaurier-Schlüpfling, um den sich Zoe gekümmert hat, in die Wildnis entlassen. |                        |                |                      |                                       |                  |                                                               |                 |                      |
| 11 | Lucas                  | Within         | 12. Dez. 2011        | 7. Mai 2012                           | Karen Gaviola    | Barbara Marshall                                              | 6,88 Mio.       | 1,94 Mio.            |
| Lucas lässt Skye seine Berechnungen durch das „Auge“ laufen, damit er die Gleichung schneller lösen kann. Als sie erfährt, dass seine und die Auftraggeber der Sixer die Kolonie angreifen wollen, beschließt sie die Spionage für die Sixer aufzugeben. Währenddessen entdecken Jim und Taylor, dass Skye der Maulwurf ist. Als sie sie zur Rede stellen verrät sie, dass Lucas seine Arbeit beendet hat. Taylor, der mit der Ankunft der 11. Pilgerschaft einen totalen Angriff erwartet, beginnt mit der Planung der Verteidigung von Terra Nova. Skye wird mit ihrer Mutter wiedervereint, nachdem Taylor Curran befohlen hat, sie vor den Sixern zu retten. Währenddessen funktioniert Maddys Plex nicht mehr und sie sucht nach einem Weg den kaputten Kern zu ersetzen. |                        |                |                      |                                       |                  |                                                               |                 |                      |
| 12 | Feindliche Übernahme   | Occupation     | 19. Dez. 2011        | 14. Mai 2012                          | Jon Cassar       | Brynn Malone & Barbara Marshall                               | 7,24 Mio.       | 1,70 Mio.            |
| Die von Lucas konstruierte Änderung am Portal funktioniert. Nun ist es nicht mehr nur möglich, von der Zukunft in die Kreidezeit zu reisen, sondern nun ist das auch in umgekehrter Richtung machbar. Wie von Commander Taylor und seinen Leuten befürchtet, wird jedoch bei der nächsten Umsiedelungswelle statt Zivilisten und Nachschub eine sehr gut bewaffnete Söldnereinheit nach Terra Nova geschickt, die Taylor absetzen soll und die Bodenschätze Terras plündern und in die Zukunft schicken soll. Die kleine Sicherheitsabteilung von Terra Nova wird überrannt und die Sixer errichten mit Hilfe der Söldner ein totalitäres Regime in der Siedlung Terra Nova. Reste der Sicherheitsabteilung unter der Führung von Taylor können sich jedoch in die Wälder zurückziehen, um einen Guerillakampf zu führen. |                        |                |                      |                                       |                  |                                                               |                 |                      |
| 13 | Entscheidung           | Resistance     | 19. Dez. 2011        | 21. Mai 2012                          | Jon Cassar       | Terry Matalas & Travis Fickett                                | 7,24 Mio.       | 1,80 Mio.            |
| Jim Shannon, der verletzt die Okkupation durch die Söldnertruppe überlebte, schafft es die Restriktionen zu umgehen, und mit Commander Taylor in Kontakt zu treten. Dieser holt die Familie Shannon ab, die mit Hilfe von Washington fliehen kann. Diese wird jedoch geschnappt und vor den Augen Taylor und der Shannons von Lucas erschossen. Die Rebellen entscheiden, dass als einzige Möglichkeit bleibt, das Portal zu zerstören, um die Versorgung und mögliche Verstärkung der Soldaten zu unterbinden. Allerdings werden sie sich dadurch auch selbst von jedem Nachschub abschneiden. Eine geraubte Bombe mit extremer Sprengkraft wird mit Jim in einem der ersten Erzbehälter in die Zukunft geschmuggelt. Mit einem mitgebrachten Raubsaurier kann er genug Verwirrung anrichten, sein Vorhaben durchzuziehen, und schafft es gerade noch vor der Explosion der gesamten Anlage durch das Portal zurückzukehren. Die Sixer und die Söldnertruppe erkennen, dass sie in Terra Nova gegen den Widerstand der Zivilisten und gegen Taylors Guerillakämpfer ohne Nachschub kaum Chancen haben und ziehen sich in ein Gebiet, bekannt als Badlands, zurück. Im Triumph kehrt Commander Taylor zurück nach Terra Nova. Um die Gründe zu erforschen, warum die Söldner ausgerechnet die Badlands ausgesucht haben, wird einer der zurückgelassenen Container untersucht, in dem Artefakte aus den Badlands zu Forschungszwecken in die Zukunft geschickt werden sollten. Sie entdecken eine Schiffsgalionsfigur aus dem 18. Jahrhundert. Dies löst Verwirrung aus und führt zu wilden Spekulationen. Damit endet die erste Staffel. |                        |                |                      |                                       |                  |                                                               |                 |                      |

## Rezeption
Im Juni 2011 war Terra Nova eine von acht Preisträgern der Kategorie Vielversprechendste neue Serie der Critics’ Choice Television Awards.

„Unsere kleine Farm trifft Jurassic Park. – Man kann absolut nicht sagen, dass das alles schlecht sei. Es ist gut inszeniert, die Tricktechnik ist gut, die meisten Schauspieler agieren professionell, es bietet Spannung. Aber es ist auch durchschaubar, flacher als die Niederlande und durch und durch unerwachsen. Und mitunter ist Terra Nova zum Schreien prüde …“